# Туфан (горнолыжный комплекс)
«Туфан» (азерб. Tufan) или «Туфандаг» (азерб. Tufandağ) — горнолыжный комплекс летне-зимнего отдыха, расположенный в городе Габала, Азербайджан.
В зоне отдыха туристы во все времена года имеют  возможность совершить прогулку по канатной дороге, зимой — покататься на лыжах. Действует лыжная школа.
В течение дня горнолыжный комплекс «Туфан» способен обслужить три тысячи человек.
Действуют четыре канатные дороги, 5 лыжных трасс. Горнолыжная трасса оснащена системой «искусственного снега».